# Farní sbor Českobratrské církve evangelické v Miroslavi
Farní sbor Českobratrské církve evangelické v Miroslavi je sborem Českobratrské církve evangelické v Miroslavi. Sbor spadá pod brněnský seniorát.
Farářem sboru je David Sedláček, kurátorem sboru Libor Drastík.
Kostel v Miroslavi je toleranční, bez věže, z roku 1846 s přistavěným novějším menším sálem. Leží na zahradě fary v Husově ulici. Bohoslužby se zde konají každou neděli v 8:30 a večer v 19:00 (letní období) nebo v 17:00 (zimní období).

## Historie sboru
Evangelíci v Miroslavi původně patřili pod sbor v Nosislavi, teprve po postavení kostela získali samostatnost.

## Faráři sboru
- František Kún (1846 – 1852)
- Josef Opočenský (1856 – 1859)
- Josef Švanda (1860 – 1895)
- František Pokora (1896 – 1904)

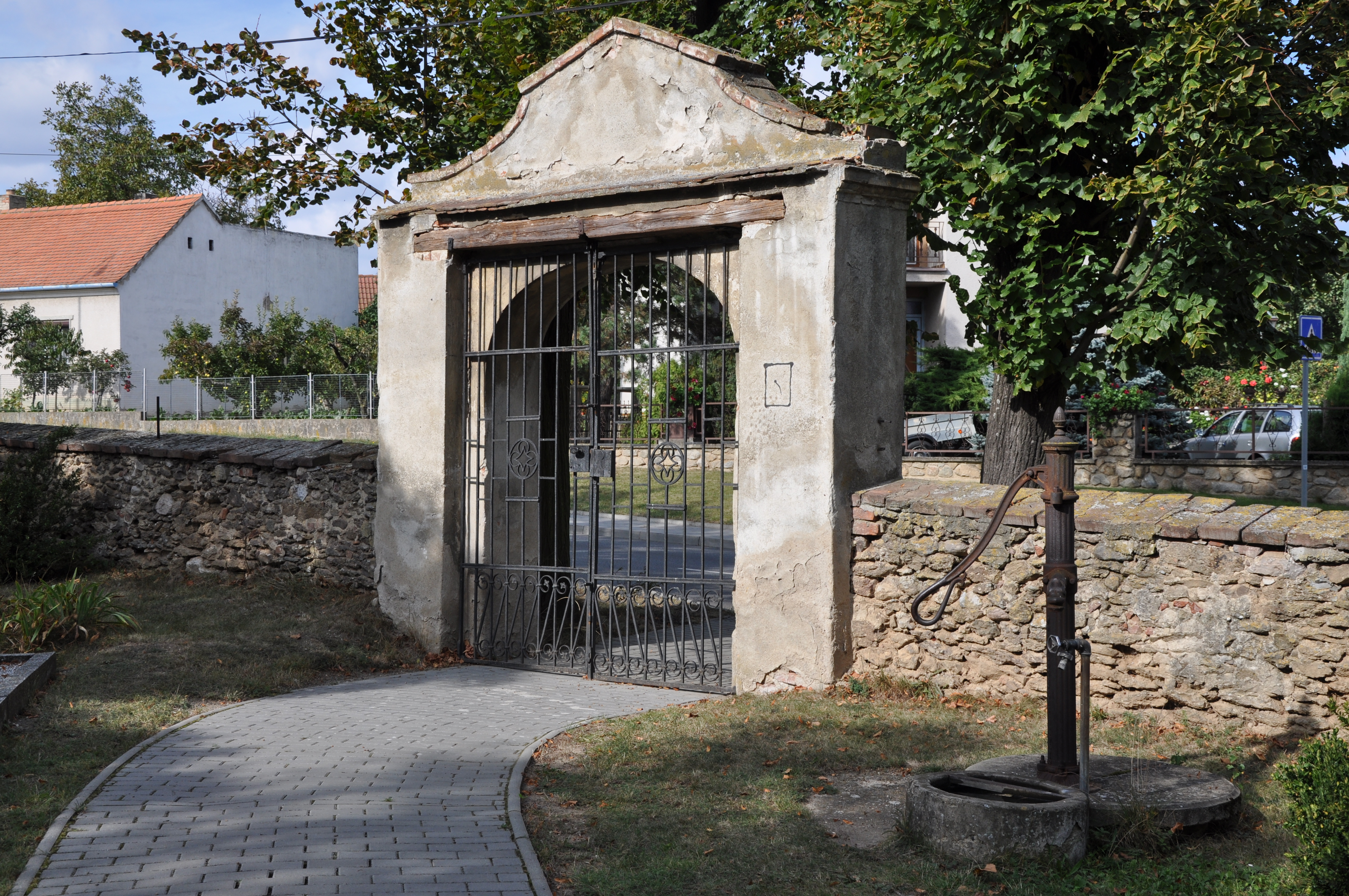
Evangelický hřbitov v Miroslavi

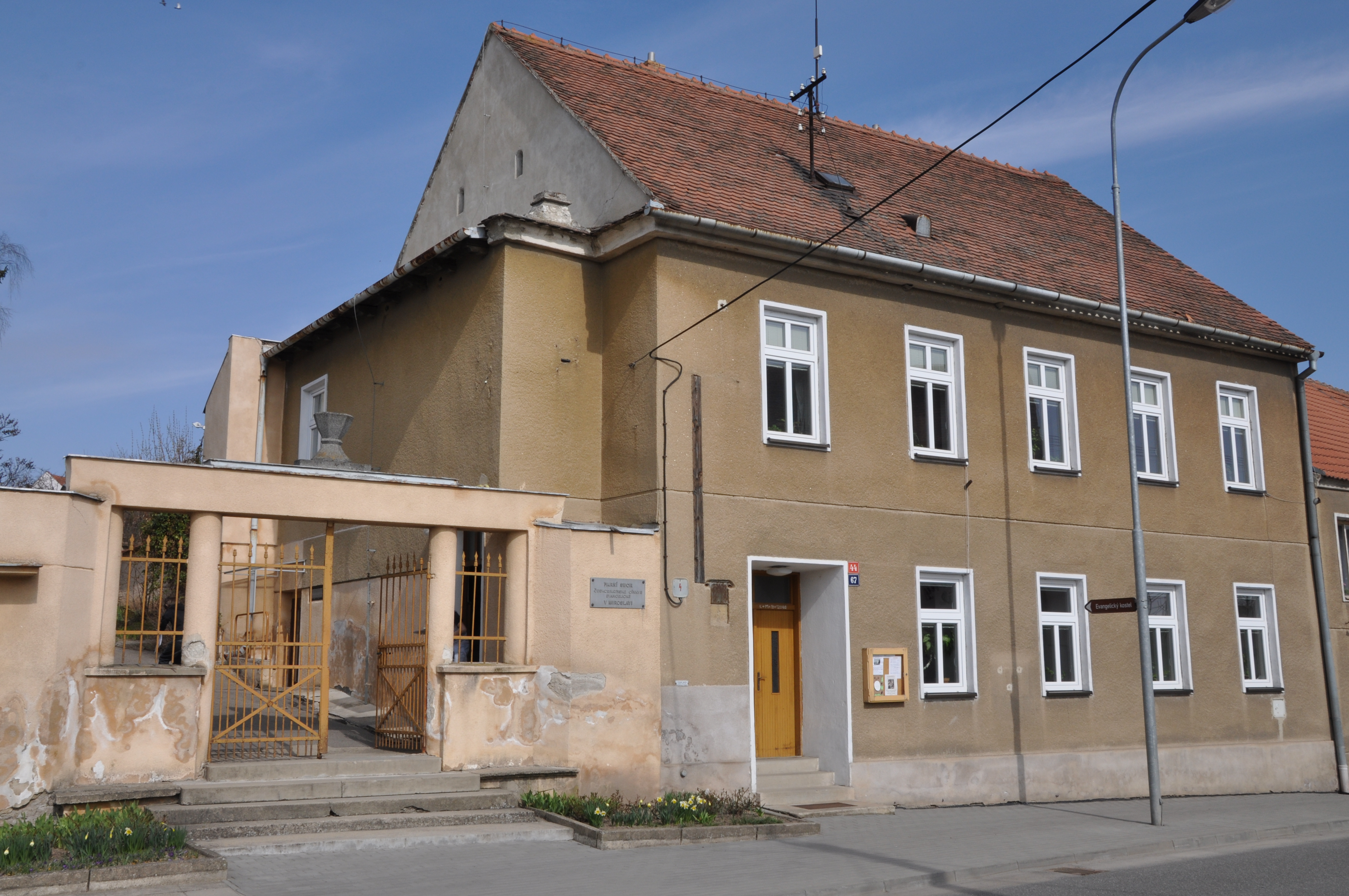
Evangelická fara v Miroslavi.

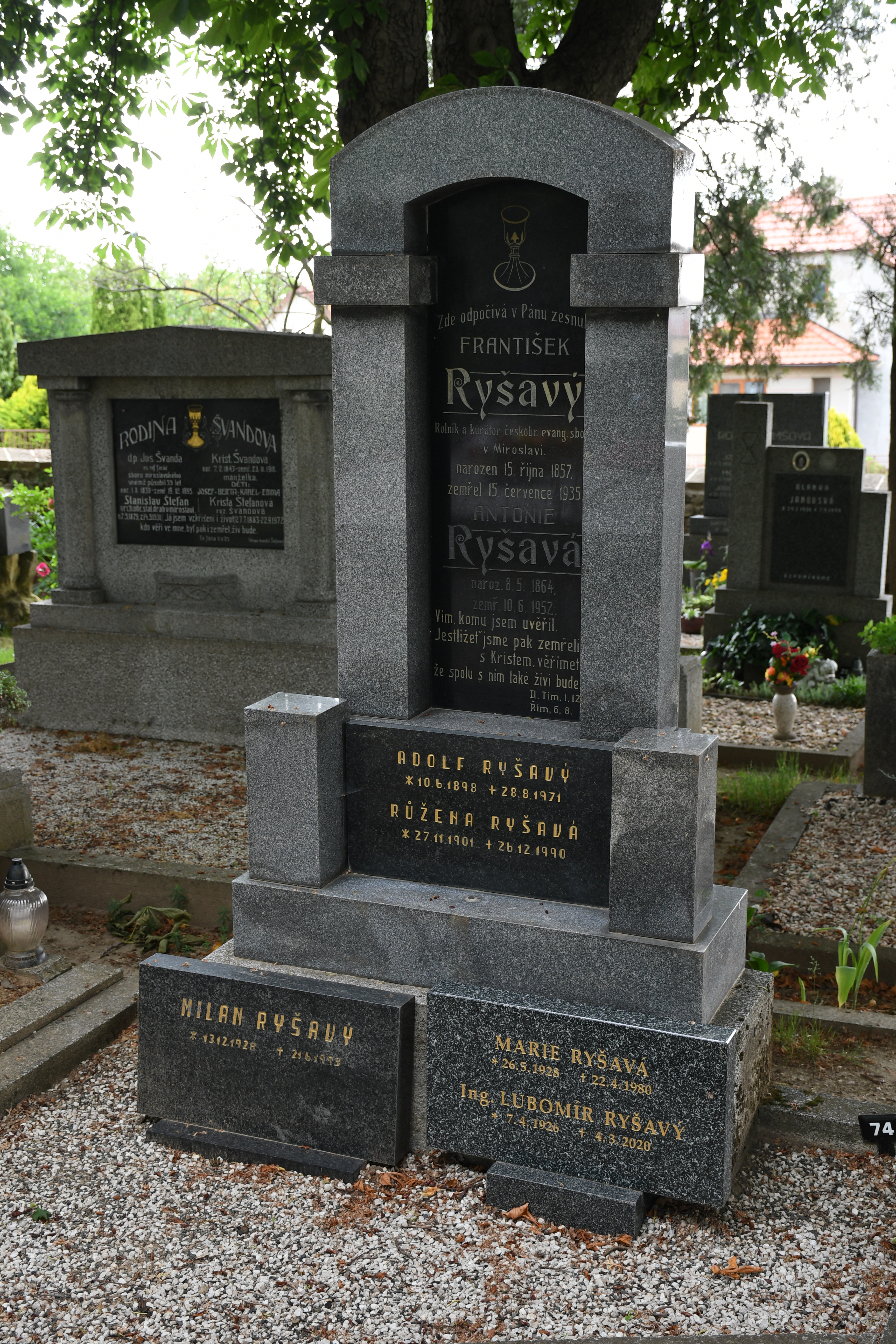
Náhrobek kurátora sboru Františka Ryšavého (1857–1935).

- Josef Ladislav Hájek (1905 – 1930)
- Jaroslav O. Sochor (1932 – 1938)
- Jan Zlatohlávek (1936 – 1946)
- Emil Ženatý (1946 – 1959)
- Vladimír Kalus (1959 – 1986)
- Jana Kalusová (1959 – 1986)
- Pavel Skála (1989 – 1996)
- Ondřej Titěra (1998 – 2014)
- David Sedláček (2014 – )

## Kazatelské stanice

### Bohutice
Modlitebna v Bohuticích byla postavena v roce 1935, současná výmalba interiéru je z 80. let 20. století. Bohoslužby se zde konají 2. a 4. neděli v měsíci ve 13:30 hodin.

### Litobratřice
V Litobratřicích se bohoslužby konaly v modlitebně z roku 1967. V roce 2018 byla stanice zrušena a modlitebna prodána.

### Moravský Krumlov

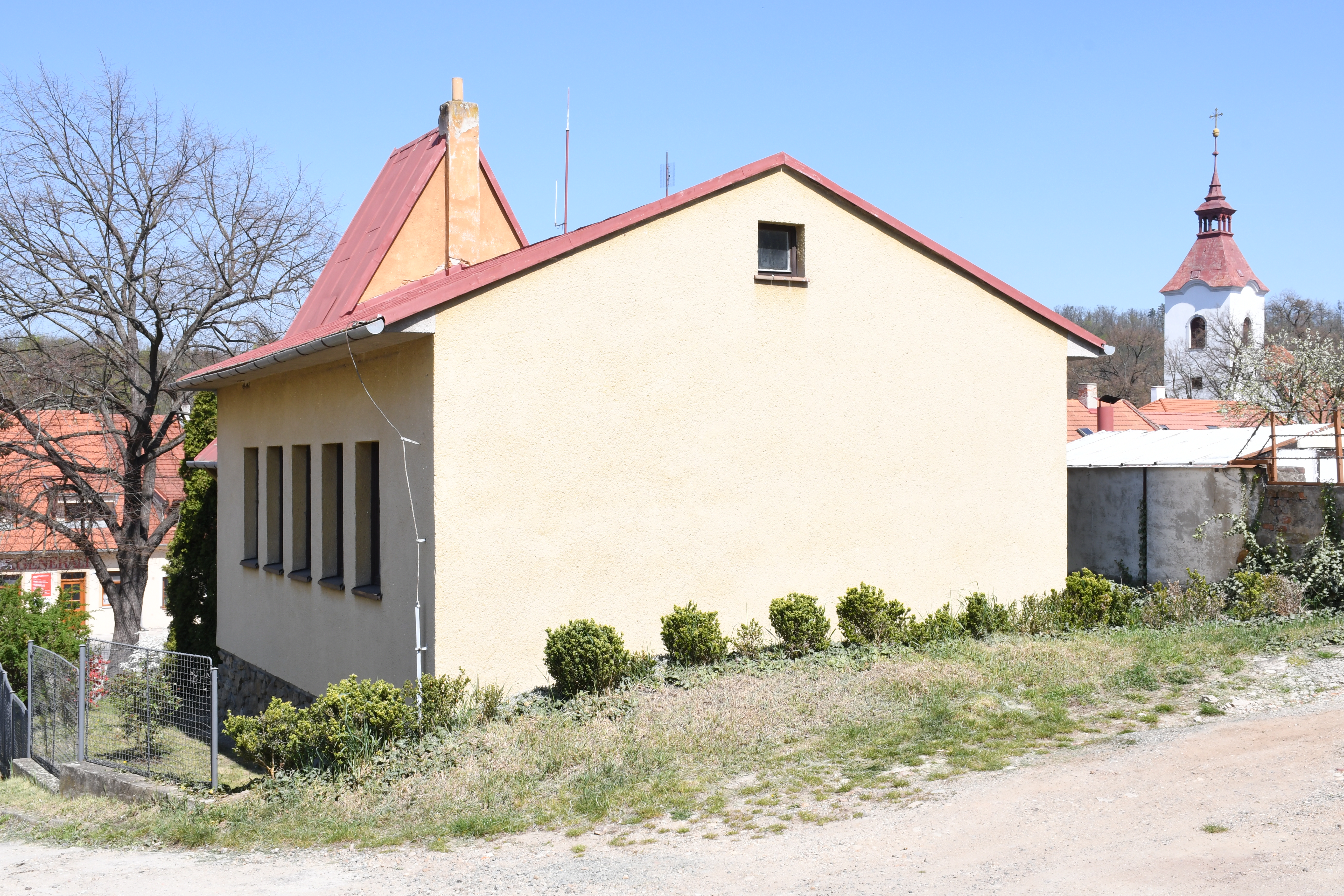
Kostel v Moravském Krumlově

Kazatelská stanice byla zřízena v roce 1936. Oficiálně se nazývala Rakšice-Moravský Krumlov, neboť většina členů žila právě v Rakšicích (dnes součást Moravského Krumlova). V roce 1966 byla zahájena stavba modlitebny v Palackého ulici. Otevřena byla 17. září 1967. Nachází se zhruba v místech někdejší synagogy. Je to podélná stavba s předsíní a zvýšeným průčelím na způsob věžovitého nástavce. Vnitřní vybavení (mobiliář a nástěnná výzdoba) bylo zhotoveno dle projektu Jiřího Zejfarta.
Bohoslužby se zde konají každou neděli v 10:00 hodin. Protože jsou dvoje bohoslužby zároveň, slouží je buď farář nebo vikář, nebo jsou čtené.

### Troskotovice
Bohoslužby v Troskotovicích se konají v budově obecního úřadu každou první neděli v měsíci ve 14:00.

### Hrabětice a Jevišovka
- viz Kazatelská stanice Českobratrské církve evangelické v Hraběticích